# Króksfjarðarmúli
Króksfjarðarmúli är ett berg i republiken Island. Det ligger i regionen Västfjordarna, 150 km norr om huvudstaden Reykjavík. Toppen på Króksfjarðarmúli är 359 meter över havet.
Närmaste större samhälle är Reykhólar, omkring 15 kilometer väster om Króksfjarðarmúli. Trakten runt Króksfjarðarmúli består i huvudsak av gräsmarker.